# Коростишівська територіальна громада
Коростишівська міська територіальна громада — територіальна громада в Україні, в Житомирському районі Житомирської області. Адміністративний центр — місто Коростишів.

## Площа та населення
У 2018 році площа громади становила 426,74 км², кількість населення — 30 792 мешканці.
Станом на 2021 рік, площа території — 426,7 км², кількість населення — 29 737 осіб.

## Населені пункти
До складу громади входять 1 місто (Коростишів) і 28 сіл: Антонівка, Більківці, Бобрик, Борок, Браженець, Видумка, Вишневе, Віленька, Вільня, Вільнянка, Голубівка, Грубське, Здвижка, Єлизаветівка, Квітневе, Козак, Колодязьки, Красилівка, Кропивня, Онишпіль, Продубіївка, Радівка, Семенівка, Стрижівка, Струцівка, Теснівка, Царівка та Щигліївка.

## Історія
Утворена 5 серпня 2016 року шляхом об'єднання Коростишівської міської ради та Більковецької, Віленьківської, Вільнянківської, Здвижківської, Квітневої, Кропивнянської, Щигліївської сільських рад Коростишівського району Житомирської області.
3 липня 2018 року внаслідок добровільного приєднання до громади приєдналися Вільнянська та Стрижівська сільські ради Коростишівського району.
Склад громади затверджено розпорядженням Кабінету Міністрів України № 711-р від 12 червня 2020 року «Про визначення адміністративних центрів та затвердження територій територіальних громад Житомирської області».
Відповідно до постанови Верховної Ради України від 17 червня 2020 року «Про утворення та ліквідацію районів», громада увійшла до складу новоствореного Житомирського району Житомирської області.

## Старостинські округи
Більковецький, Вільнянський, Квітневий, Кропивнянський, Стрижівський, Щигліївський.